# Flughafen Sumburgh

i7
i11
i13
Der Sumburgh Airport (IATA-Code: LSI, ICAO-Code: EGPB) ist der größte Flughafen auf den Shetlandinseln in Schottland. Er befindet sich nahe dem Ort Sumburgh am südlichen Ende der Insel Mainland, 31 Kilometer südlich von Lerwick. Der Flughafen ist im Besitz der Highlands and Islands Airports Ltd. und wird von der Fluggesellschaft Loganair bedient.
Ungewöhnlich ist, dass der Flughafen statt eines gewöhnlichen Hubschrauberlandeplatzes eine 550 Meter lange Start- und Landebahn speziell für Hubschrauber hat. Aufgrund der Nähe zu den Ölfeldern in der Nordsee dient der Flughafen Sumburgh als Hubschrauberbasis für die Offshore-Industrie und ist durch deren Hubschrauber entsprechend stark frequentiert. Das westliche Ende der Start- und Landebahn 09 kreuzt die A970, eine Landstraße zwischen Sumburgh Head und dem Norden der Insel; Flug- und Individualverkehr werden durch eine Schranke geregelt.
Unweit des Flughafens befindet sich die historische Stätte Old Scatness.

## Zwischenfälle
- Am 31. Juli 1979 hob eine Hawker-Siddeley HS 748 (Luftfahrzeugkennzeichen G-BEKF) der Dan-Air beim Startversuch nicht ab, da das Höhenruder verriegelt war. Die Maschine stürzte 50 Meter hinter der Küste ins Meer, wobei 17 der 47 Menschen an Bord ums Leben kamen (siehe auch Dan-Air-Flug 0034).[5]

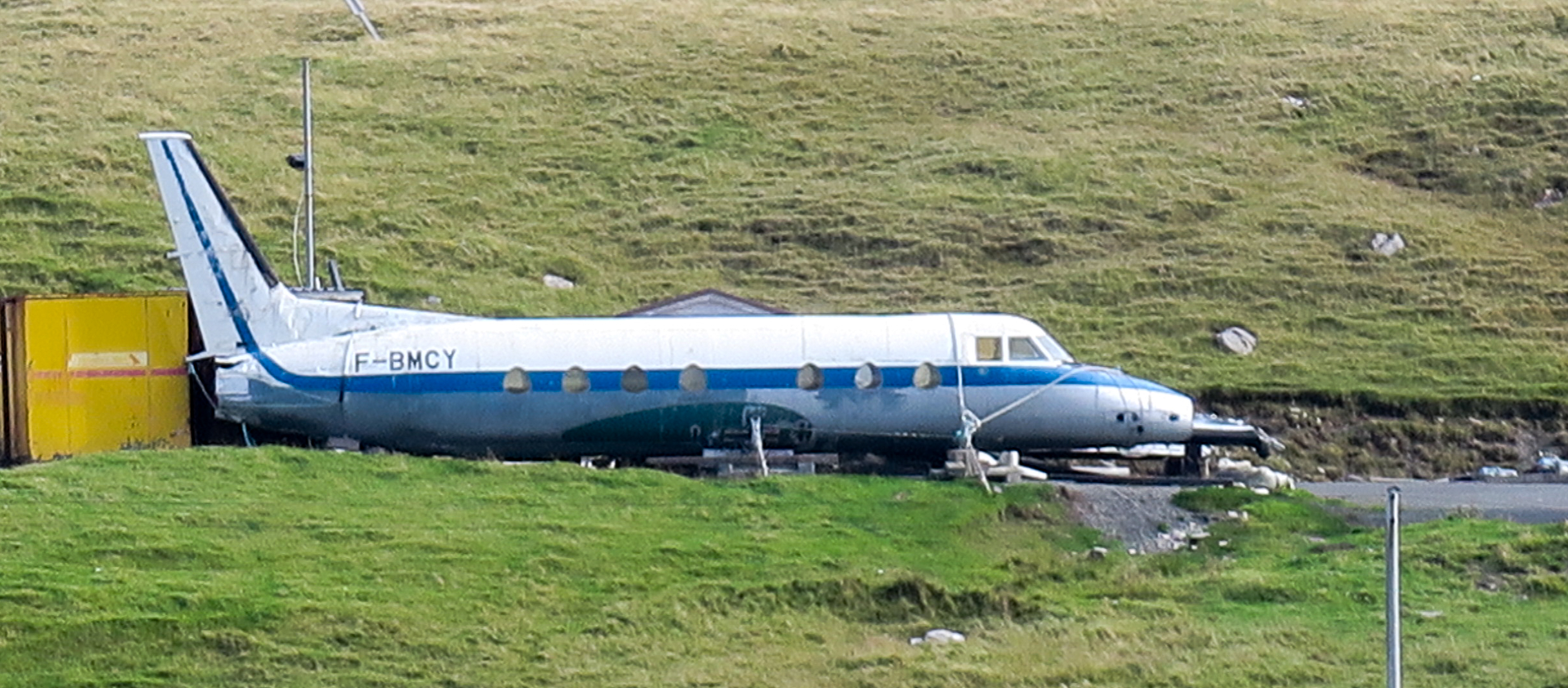
Die 1981 verunglückte Potez 840 im Jahr 2016

- Am 29. März 1981 ließ sich bei einer Potez 840 des Club Aéronautique de Paris (F-BMCY) im Anflug auf den Flughafen Sumburgh das Fahrwerk nicht ausfahren. Das viermotorige Turbopropflugzeug wurde durchgestartet und das Notsystem für das Fahrwerk betätigt. Allerdings ließ sich auch damit nur das rechte Hauptfahrwerk ausfahren und verriegeln, während dies beim Bugfahrwerk und dem linken Hauptfahrwerk nicht gelang. Daraufhin machten die Piloten eine beabsichtigte Bauchlandung. Da sich die Einstiegstür nicht öffnen ließ, wurden alle Insassen durch einen Notausstieg über der Tragfläche evakuiert. Alle sieben Insassen, die zwei Piloten und 5 Passagiere, blieben unverletzt. Die Beschädigungen am Flugzeug waren eigentlich minimal, dennoch wurde die Maschine abgeschrieben und als Ersatzteilspender verwendet. Es wurden nach einigen Monaten von einem französischen Team alle vier Triebwerke und andere wichtige Teile ausgebaut. Das Wrack verblieb 26 Jahre am Flughafen und wurde dann auf einem privaten Grundstück aufgestellt (siehe Bild).[6]

- Am 23. August 2013 stürzte ein Hubschrauber des Typs Aérospatiale AS 332 Super Puma der CHC Scotia (G-WNSB) während des Landeanflugs in die Nordsee. Dabei starben 4 von 18 Menschen an Bord.[7][8]